# Чойбеков, Бактыбек Каныбекович
Бактыбек Каныбекович Чойбеков (род. 15 сентября 1977, село Кок-Ой, Таласская область) — депутат Жогорку Кенеша Кыргызской Республики VII созыва (с 2021 года). Заместитель председателя Комитета по транспорту, коммуникациям, архитектуре и строительству (с 2022 года). Заместитель председателя Постоянной комиссии МПА СНГ по изучению опыта государственного строительства и местного самоуправления (с 2024).

## Биография

### Детство
Родился 15 сентября 1977 года в селе Кок-Ой Таласского района Таласской области Киргизской ССР. По национальности киргиз.

### Образование
В 1995 году завершил обучение в Бишкекском автомобильно-дорожном колледже. В 1998 году окончил Кыргызский государственный университет строительства, транспорта и архитектуры, получив специальность «инженер-строитель». В 2002 году завершил обучение в Бишкекском гуманитарном университете имени К.Карасаева по специальности «мировая экономика».

### Трудовая деятельность
Свою трудовую деятельность начал в 1997 году, когда занялся индивидуальным предпринимательством. С 2014 по 2017 годы был избран председателем ассоциации обменных бюро Кыргызской Республики «Альянс». С 2017 по 2020 годы работал в должности председателя общественного объединения «Арча-Бешик конушу».
В ноябре 2021 года избран депутатом VII созыва Жогорку Кенеша Кыргызской Республики от Таласского избирательного округа № 21. С января 2022 года вошёл в состав Комитета по транспорту, коммуникациям, архитектуре и строительству, стал заместителем председателя.

### Семья
Женат, отец троих детей.

### Награды
- «Серебряный нагрудной знак» Бишкекского городского кенеша (2023 г.);
- Нагрудной знак «Почётный строитель Кыргызской Республики» Государственного агентства архитектуры, строительства и жилищно-коммунального хозяйства при Кабинете Министров Кыргызской Республики (2022 г.);
- Почётная грамота Таласской районной государственной администрации (2021 г.);
- Почётная грамота Бишкекского городского кенеша (2020 г.).